# فريدن
فريدن هي بلدة صغيرة بشمال الراين-وستفاليا، ألمانيابالقرب من الحدود الهولندية. وتقع البلدة بالقرب من نهر Berkel. أول ذذكر للبلدة كان عام 839. في 1252 حصلت فريدن على city rights.

## معرض صور

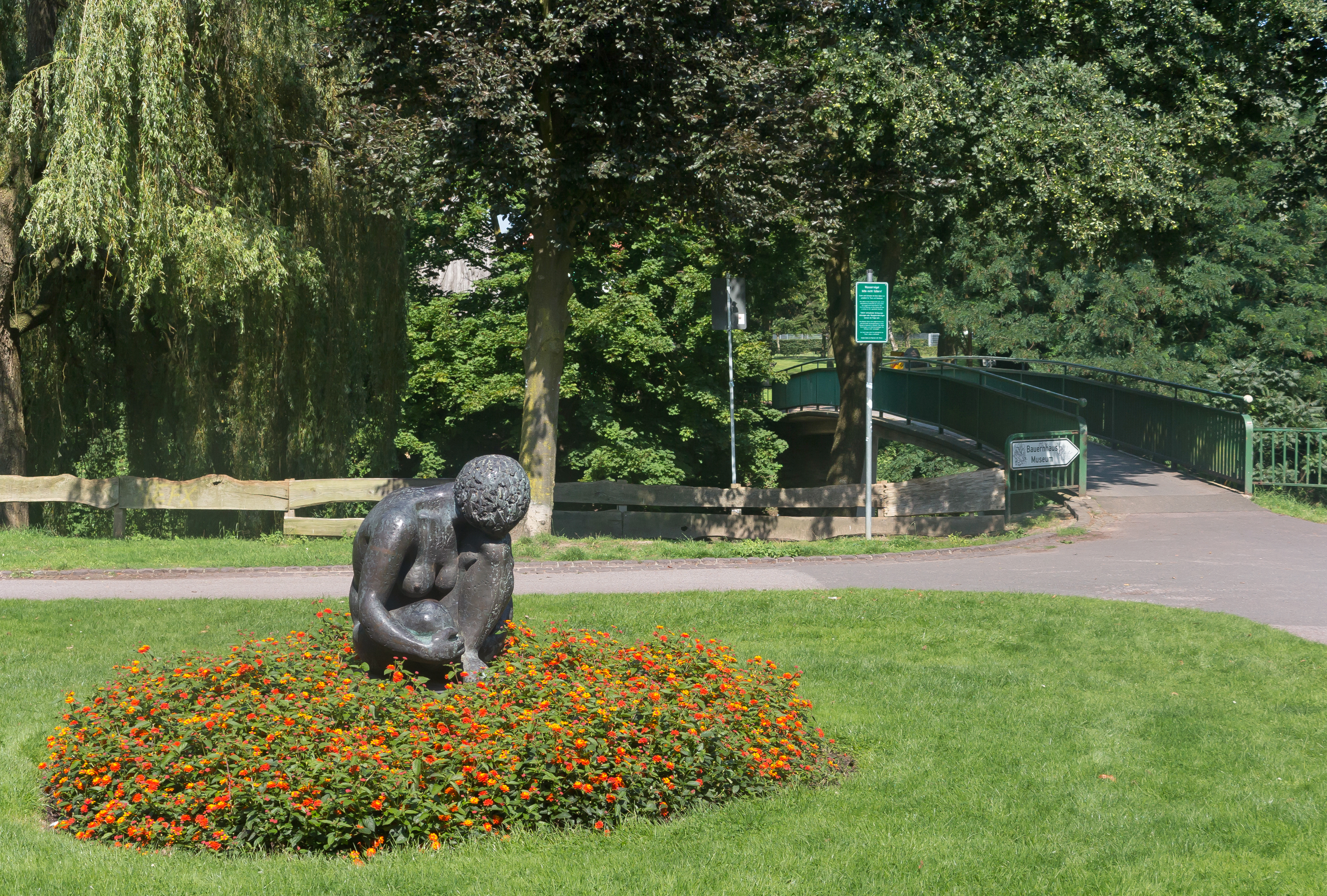
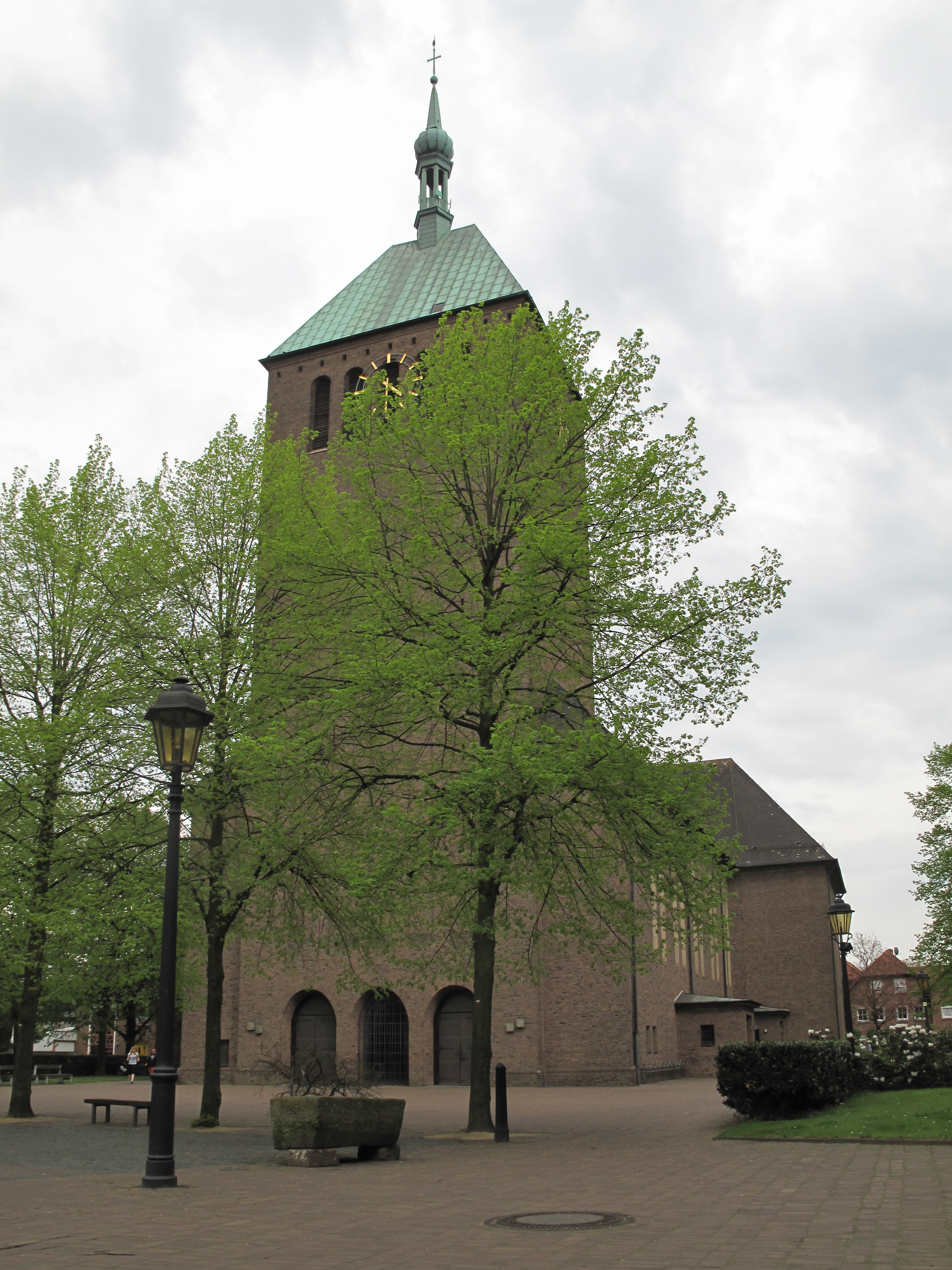
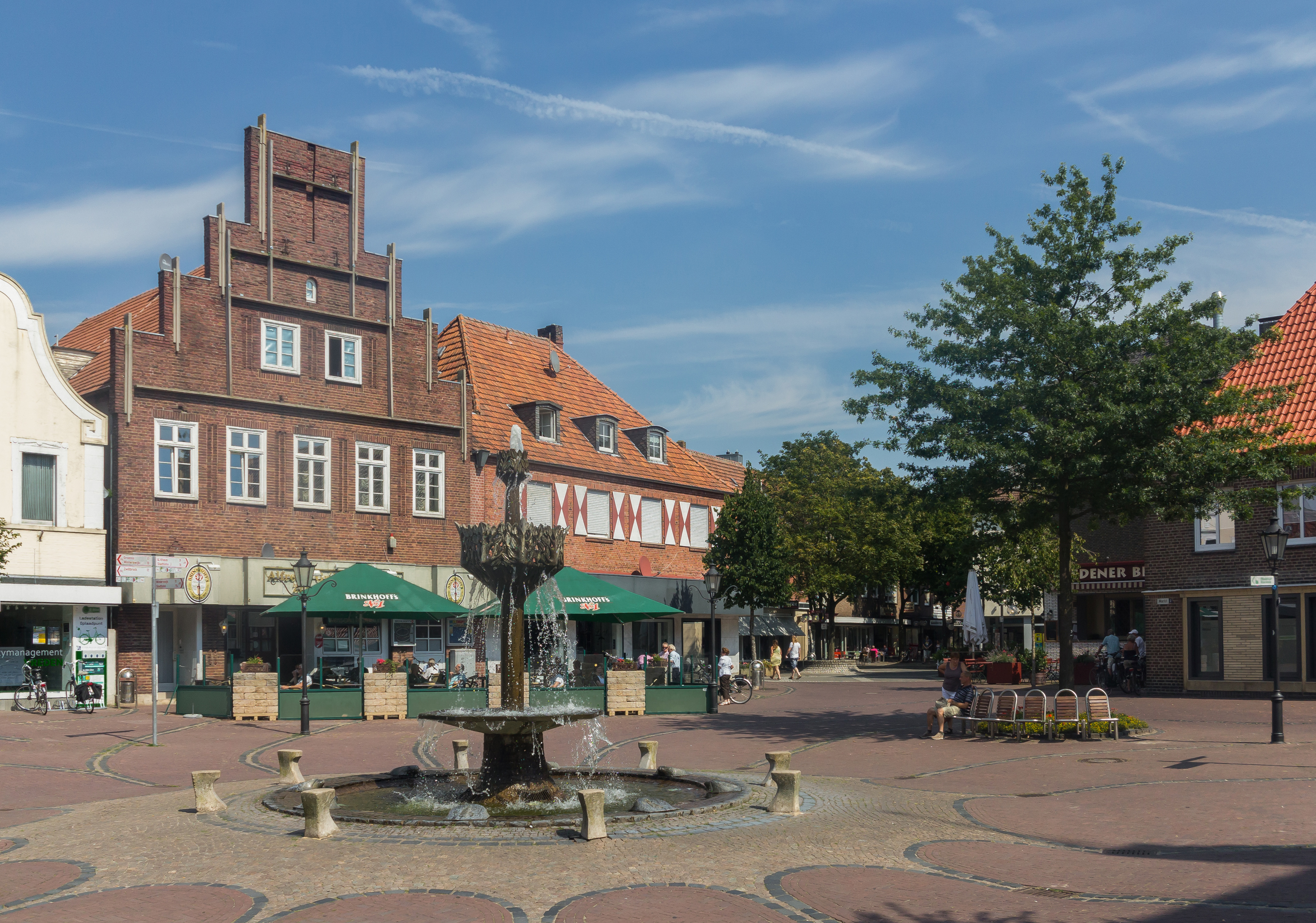
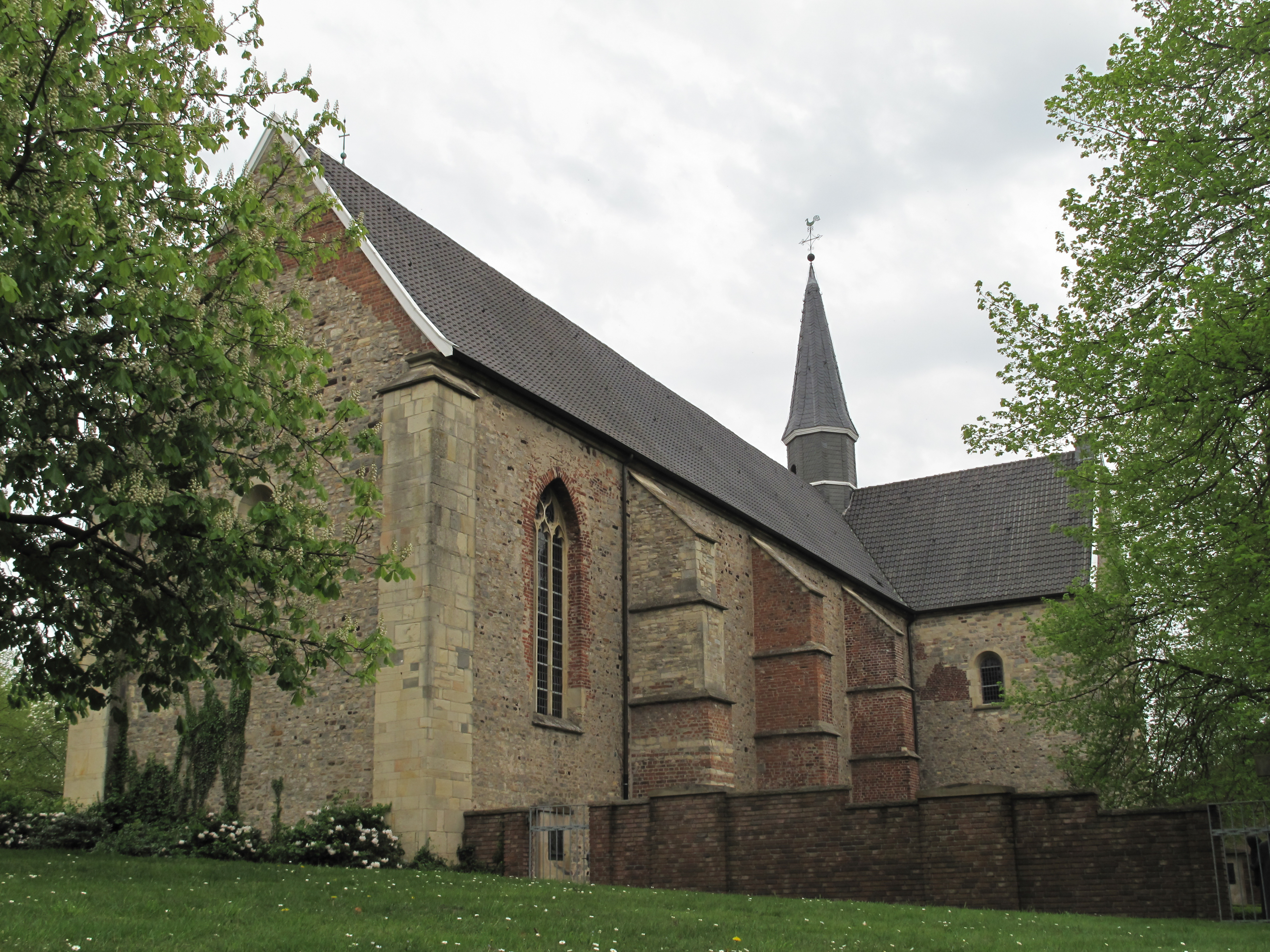

## توأمة
لفريدن اتفاقيات توأمة مع:
- إلسترفيردا